# 垂头蒲公英
垂头蒲公英（学名：Taraxacum nutans），为菊科蒲公英属下的一个植物种。